# Ara Kundo
Ara Kundo is een bestuurslaag in het regentschap Aceh Timur van de provincie Atjeh, Indonesië. Ara Kundo telt 402 inwoners (volkstelling 2010).